# Yongwaree Anilbol
Yongwaree Anilbol (Tiếng Thái: ยงวรี อนิลบล, phiên âm: Dong-va-li A-nin-beo) còn có nghệ danh là Fah (Tiếng Thái: ฟ้า, phiên âm: Pha), là một diễn viên, người mẫu và phi công người Thái Lan.
Cô được biết qua các vai nổi bật như vai Nabi trong Nabi, My Stepdarling (2021).

## Tiểu sử và học vấn
Fah sinh ngày 16 tháng 1 năm 1999 tại Bangkok, Thái Lan. Tên trước đây của cô là Yongwaree Ngamkasem (tiếng Thái: ยงวรี งามเกษม, phiên âm: Dông-va-ri Ngam-ca-xêm).
Cô đã hoàn thành chương trình học trung học tại Trường Bodindecha (Sing Singhaseni). Hiện nay, Fah tốt nghiệp Cử nhân Khoa Luật tại Đại học Ramkhamhaeng và tốt nghiệp Cử nhân tại Khoa Khoa học Phòng Phi công Thương mại, Viện Hàng không tại Washington D.C, Hoa Kỳ.
Mẹ của cô là một nữ tiếp viên hàng không của Cathay Pacific, vì bà rất thích ngành hàng không. Fah đã đủ điều kiện vào Học viện Hàng không và cô là 1 trong 2 người con gái có khả năng vượt qua kỳ thi phi công thương mại.

## Sự nghiệp
Fah gia nhập làng giải trí vào năm 13 tuổi và cô hoạt động tại Channel 3. Cô đã là host của một chương trình dành cho trẻ em vào năm 15 tuổi. Fah ra mắt với tư cách là diễn viên qua vai phụ Duangkae trong phim Petch Klang Fai (2017).
Năm 2019, cô tham gia diễn xuất phim chiếu rạp Khun Phan Begins với vai chính đầu tiên cùng với Mario Maurer.
Năm 2021, Fah trở thành diễn viên trực thuộc tại GMMTV.Sau khi trở thành diễn viên tại GMMTV,  Fah có vai chính trong Nabi, My Stepdarling (2021) cùng Way-Ar Sangngern (Joss) và An Eye for an Eye với Perawat Sangpotirat (Krist).

## Điện ảnh

### Phim truyền hình
| Năm   | Tên phim                                      | Vai                      | Đài         | Ghi chú   | Chú thích |
| ----- | --------------------------------------------- | ------------------------ | ----------- | --------- | --------- |
| 2017  | Petch Klang Fai                               | Duangkae                 | Channel 3   | Nữ phụ    |           |
| 2020  | Talay Prae                                    | Tadd / Taddiya           | Amarin TV   | Nữ chính  |           |
| 2020  | Club Friday the Series 12: The Paramour's End | View                     | GMM 25GMMTV | Nữ chính  | [ 4 ]     |
| 2020  | Club Friday 12: Uncharted Love                | View                     | GMM 25GMMTV | Nữ chính  |           |
| 2020  | Fai Sin Chua                                  | Fah Atcharee             | GMM 25GMMTV | Nữ chính  | [ 5 ]     |
| 2021  | Nabi, My Stepdarling                          | Bi / Nabi                | GMM 25GMMTV | Nữ chính  | [ 6 ]     |
| 2021  | An Eye for an Eye                             | Nueng Jai                | GMM 25GMMTV | Nữ phụ    | [ 7 ]     |
| 2021  | F4 Thailand: Boys Over Flowers                | Mira                     | GMM 25GMMTV | Nữ phụ    | [ 8 ]     |
| 2022  | Enchanté                                      | Fon                      | GMM 25GMMTV | Nữ phụ    |           |
| 2022  | Astrophile                                    |                          | GMM 25GMMTV | Khách mời |           |
| 2022  | P.S. I Hate You                               | May / Methacha Kantisena | GMM 25GMMTV | Nữ chính  |           |
| 2022  | Good Old Days                                 | Mint                     | Disney+     | Nữ chính  |           |
| 2022  | The Warp Effect                               | Jean                     | GMM 25GMMTV | Nữ chính  |           |
| 2023  | Midnight Museum                               | Ing                      | GMM 25GMMTV | Nữ phụ    |           |
| 202.. | Beauty Newbie                                 | Faye                     | GMM 25GMMTV | Nữ phụ    |           |
|       | A Summer Odyssey                              | Bei Ta                   | iQiyi       | Nữ phụ    |           |

### Phim chiếu rạp
| Năm  | Tên phim         | Vai | Ghi chú   | Chú thích |
| ---- | ---------------- | --- | --------- | --------- |
| 2019 | Khun Phan Begins | Pim | Vai chính |           |

## TV Show
| Năm  | Tên chương trình | Vai trò   | Đài         | Ghi chú                       | Nguồn |
| ---- | ---------------- | --------- | ----------- | ----------------------------- | ----- |
| 2018 | School Rangers   | Khách mời | GMM 25GMMTV | Tập 161-162, 233-234, 247-248 |       |
| 2019 | Arm Share        | Khách mời | GMMTV       | Tập 83, 113                   |       |
| 2020 | Two Tigers       | Khách mời |             | Tập 27                        |       |